# Cartellverband

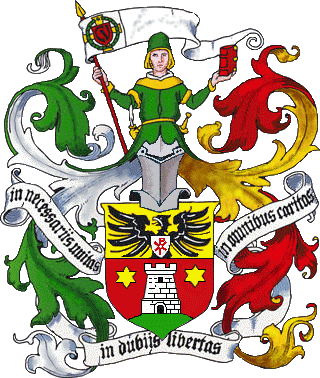
Herb związku

Cartellverband der katholischen deutschen Studentenverbindungen (CV) – największy niemiecki katolicki związek korporacji akademickich. Założony w 1856 roku przez korporacje akademickie Winfridia i Aenania, obecnie liczy 32.000 członków i jest największy w Europie.
W XIX wieku ewangelickie Prusy represjonowały katolików i utrudniały dostęp do uniwersytetów. W celu wsparcia młodzieży katolickiej, Franz Lorenz Gerbl założył 25 czerwca 1848 w Monachium katolicką czytelnię Katholischer Leseverein für Studierende. Z tej czytelni powstała 5 lutego 1851 katolicka korporacja akademicka Studentenverbindung Aenania.
Pięć lat później, w 1856 roku została założona we Wrocławiu katolicka korporacja akademicka Studentenverbindung Winfridia. W tym samym roku obydwie korporacje podjęły kontakt ze sobą i podpisały umowę kartelową, od której wywodzi się nazwa „Cartellverband”. W umowie przyrzekły sobie wzajemnie pomagać. W przeciągu pięciu lat dołączyło osiem kolejnych korporacji. Powstał także regulamin obowiązujący do dzisiaj.
Obecnie do Cartellverbandu należy ponad 120 korporacji akademickich z Niemiec, Polski, Szwajcarii, Włoch, Japonii.

## Głównymi hasłami są
- scientia – Miłość do nauki
- amicitia – Dożywotnia przyjaźń, do której należy również wspomaganie biednych braci
- patria – Patriotyzm i dbanie o swą uczelnie
- religio – Aktywne wyznawanie religii katolickiej

## Znani członkowie
- Karl Arnold
- Benedykt XVI
- Corrado Bafile
- Rainer Barzel
- Nikolaus Brender
- Franziskus von Bettinger
- Józef Bilczewski
- Bruno Binnebesel
- Johannes Joachim Degenhardt
- Engelbert Dollfuß
- Julius Döpfner
- Franz Fischler
- Joseph Frings
- Klemens August von Galen
- Otto von Habsburg
- Lorenz Jäger
- Walter Kasper
- Andreas Khol
- Klaus Kinkel
- Thomas Klestil
- Franz König
- Hans-Adam II
- Heinrich Lübke
- Józef Michalik
- Aloisius Muench
- Papież Pius XII
- Pierre Prüm
- Oscar Andrés Rodríguez Maradiaga
- Opilio Rossi
- Leo Scheffczyk
- Wilhelm Schraml
- Kurt Schuschnigg
- Christoph Schönborn
- Peter Seiichi Shirayanagi
- Donato Squicciarini
- Josef Stingl
- Edmund Stoiber
- Franz Josef Strauss
- Erwin Teufel
- Kurt Waldheim
- Joseph Wendel
- Friedrich Wetter
- Anton Zeilinger
- Marian Gołębiewski (biskup)